# Douglas William Jerrold
Douglas William Jerrold (Londres, 3 de janeiro de 1803 — Londres, 8 de junho de 1857) foi um dramaturgo inglês.

## Biografia
O pai de Jerrold, Samuel Jerrold, era ator e locatário do pequeno teatro de Wilsby perto de Cranbrook em Kent. Em 1807, Douglas mudou-se para Sheerness, onde passou a infância. Ele ocasionalmente levava uma criança para o palco, mas a profissão de seu pai o atraía pouco. Em dezembro de 1813 ele ingressou na guarda de Namur, onde tinha o irmão de Jane Austen, Francis, como capitão, e serviu como aspirante até a paz de 1815. Ele não viu nada da guerra, exceto vários soldados feridos de Waterloo, mas manteve um carinho pelo mar.
A paz de 1815 arruinou o pai de Jerrold; em 1º de janeiro de 1816, ele levou sua família para Londres, onde Douglas começou a trabalhar como aprendiz de impressor, e em 1819 ele se tornou um compositor na gráfica do Sunday Monitor. Vários artigos curtos e cópias de versos dele já haviam aparecido nas revistas de sixpenny, e uma crítica à ópera Der Freischütz foi admirada pelo editor, que solicitou novas contribuições. Assim, Jerrold se tornou um jornalista profissional.
A figura de Jerrold era pequena e esguia, e nos anos posteriores quase se curvou até a deformidade. Seus traços eram fortemente marcados e expressivos, desde os lábios finos e bem-humorados até os olhos azuis penetrantes, brilhando por baixo das sobrancelhas peludas. Ele era rápido e ativo, com o blefe descuidado de um marinheiro. Aberto e sincero, ele não escondeu sua raiva nem seu prazer; para a franqueza de seu marinheiro, toda duplicidade polida era desagradável. O lado cínico de sua natureza ele guardou para seus escritos; na vida privada, sua mão estava sempre aberta. Na política, Jerrold era liberal e simpatizava com grande simpatia por Lajos Kossuth, Giuseppe Mazzini e Louis Blanc. Especialmente na política social, ele teve uma participação ativa; ele nunca se cansava de declamar contra os horrores da guerra, o luxo dos bispos ou a iniquidade da pena capital.
Douglas Jerrold é agora talvez mais conhecido por sua reputação de brilhante sagacidade em conversas do que por seus escritos. Como dramaturgo, ele era muito popular, embora suas peças não mantivessem o palco. Ele lidou com formas um tanto mais humildes de mundo social do que as comumente representadas nos conselhos. Ele foi um dos primeiros e certamente um dos mais bem-sucedidos dos homens que, em defesa do drama inglês nativo, se esforçaram para conter a maré de traduções do francês, que ameaçava no início do século XIX afogar o talento nativo original. Sua habilidade na construção e seu domínio de epigramas e diálogos brilhantes são bem exemplificados em sua comédia Time Works Wonders (Haymarket, 26 de abril de 1845). Os contos e esboços que formam a maior parte das obras coletadas de Jerrold variam muito em habilidade e interesse; mas, embora haja traços evidentes de terem sido compostos semana após semana, eles são sempre marcados por aguda observação satírica e humor pungente.

## Carreira no teatro
Em 1821, uma comédia que Jerrold havia escrito aos 14 anos foi apresentada no teatro Sadler's Wells com o título More Frightened than Hurt. Outras peças se seguiram e, em 1825, ele foi contratado por algumas libras semanais para produzir dramas e farsas sob encomenda para George Bolwell Davidge, do Coburg Theatre. No outono de 1824, o "pequeno Shakespeare em uma capa de camelo", como foi apelidado, casou-se com Mary Swan e continuou a trabalhar como dramaturgo e jornalista. Por um breve período, ele foi proprietário de um pequeno jornal dominical. Em 1829, por meio de uma briga com o exigente Davidge, Jerrold partiu para Coburg.
Em 1829, um melodrama em três atos sobre pessoal corrupto e gangues de jornalistas da Marinha lançou sua fama. Black-Eyed Susan; ou, All in the Downs, foi apresentado pelo empresário Robert William Elliston no Surrey Theatre. Grã-Bretanha na época estava se recuperando das consequências das Guerras Napoleônicas, e estava no meio de uma guerra de classes envolvendo as Leis do Milho e um movimento de reforma, que resultou no Ato de Reforma de 1832 com o objetivo de reduzir a corrupção. Black-Eyed Susan consistia em vários estereótipos extremos que representam as forças do bem, do mal, do inocente e do corrupto, do pobre e do rico, entrelaçados em um enredo sério com subenredos cômicos para manter o público entretido. Seu assunto era muito atual e seu sucesso era enorme. Elliston fez uma fortuna com a peça; Thomas Potter Cooke, que interpretou William, fez sua reputação; Jerrold recebeu cerca de £ 60 e foi contratado como autor dramático por cinco libras por semana, mas sua reputação como dramaturgo foi estabelecida.
Foi proposto em 1830 que ele deveria adaptar algo da língua francesa para Drury Lane. Ele recusou, preferindo produzir um trabalho original. The Bride of Ludgate (8 de dezembro de 1832) foi a primeira de uma série de suas peças produzidas em Drury Lane. As outras casas de patentes também abriram as portas para ele (os Adelphi já haviam feito isso); e em 1836 Jerrold tornou-se o gerente do Strand Theatre com WJ Hammond, seu cunhado. O empreendimento não deu certo e a parceria foi dissolvida. Enquanto durou, Jerrold escreveu sua única tragédia, The Painter of Ghent, e ele mesmo apareceu no papel-título, sem muito sucesso.
Jerrold atuou na produção de 1851 de Not So Bad As We Pare, uma peça escrita por Edward Bulwer. Ele continuou a escrever comédias espumantes até 1854, data da sua última peça, A Heart of Gold.

## Carreira como jornalista

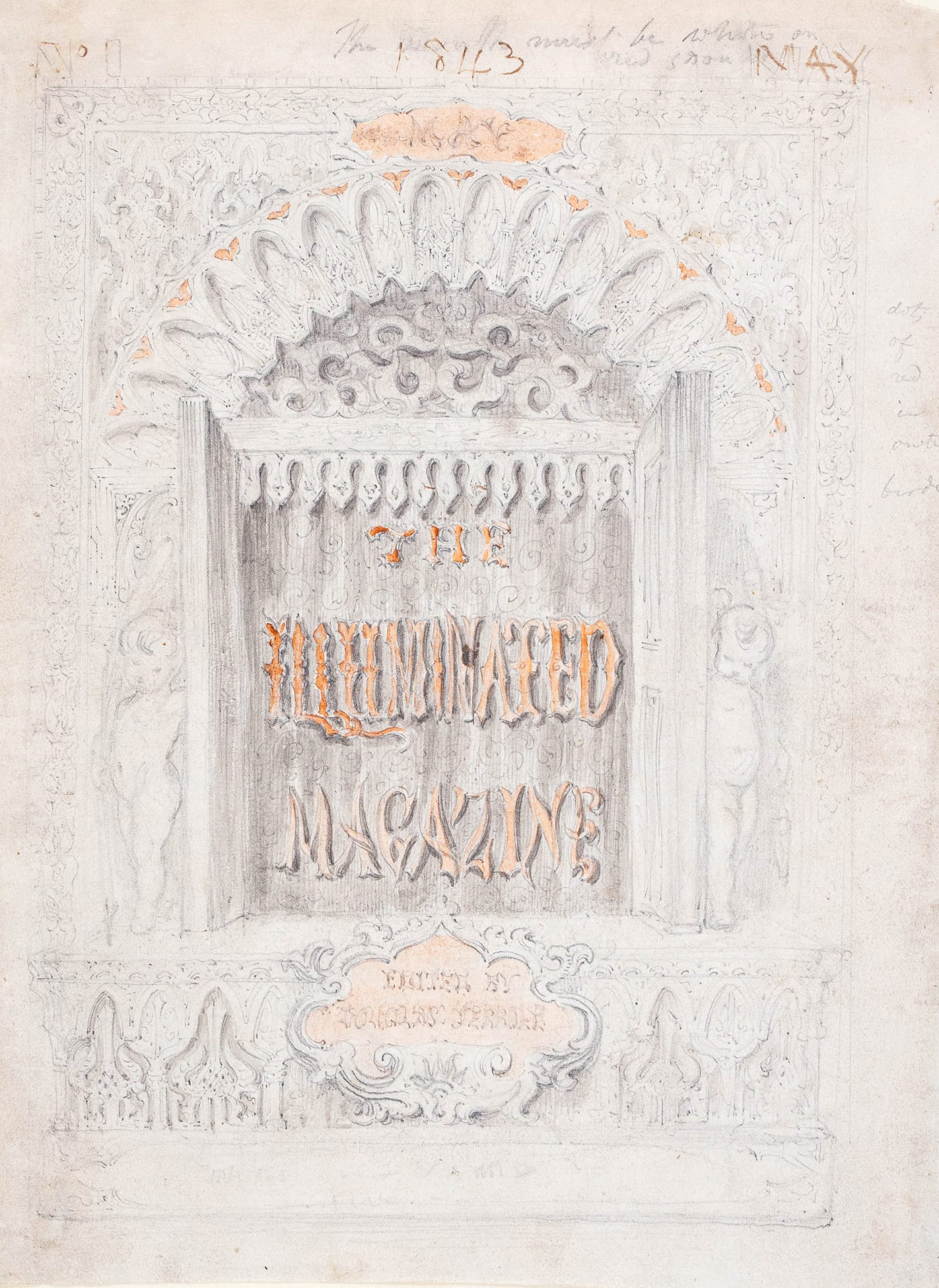
A arte de Ebenezer Landells na primeira edição da The Illuminated Magazine, de maio de 1843

Jerrold escreveu para vários periódicos e gradualmente tornou-se um colaborador da Monthly Magazine, Blackwood's, New Monthly e Athenaeum. Para Punch, a publicação que de todas as outras está associada a seu nome, ele contribuiu desde seu segundo número em 1841 até poucos dias após sua morte. Punch foi uma publicação bem-humorada e liberal. A perspectiva liberal e radical de Jerrold foi retratada na revista sob o pseudônimo de 'Q', que usava a sátira para atacar as instituições da época.
Ele contribuiu com muitos artigos para a Punch sob diferentes pseudônimos. Em 13 de julho de 1850, ele escreveu como "Sra. Amelia Mouser" sobre a iminente Grande Exposição de 1851, cunhando a frase o palácio do próprio cristal. Daquele dia em diante, o Palácio de Cristal, então ainda uma proposta de seu amigo Joseph Paxton, ganhou o nome pelo qual passou a ser conhecido.
Fundou e editou por algum tempo, com indiferente sucesso, a Illuminated Magazine, a Jerrold's Shilling Magazine e o Douglas Jerrold's Weekly Newspaper; e sob sua direção de 1852, o Lloyd's Weekly Newspaper passou de quase nada para uma tiragem de 182 000 exemplares. A história de seus últimos anos é pouco mais do que um catálogo de suas produções literárias, interrompido de vez em quando por breves visitas ao continente ou ao país. Douglas Jerrold morreu em sua casa, Kilburn Priory, em Londres, em 8 de junho de 1857 e foi enterrado no cemitério de West Norwood, onde Charles Dickens era o portador do caixão. Dickens fez uma leitura pública e apresentações do drama The Frozen Deep para arrecadar dinheiro para sua viúva.

## Obras

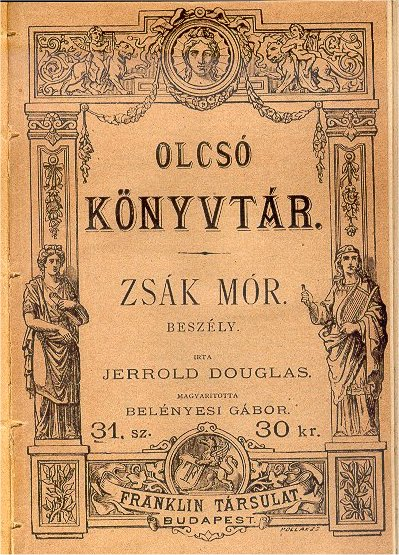
Zsák Mór (edição húngara, 1877)

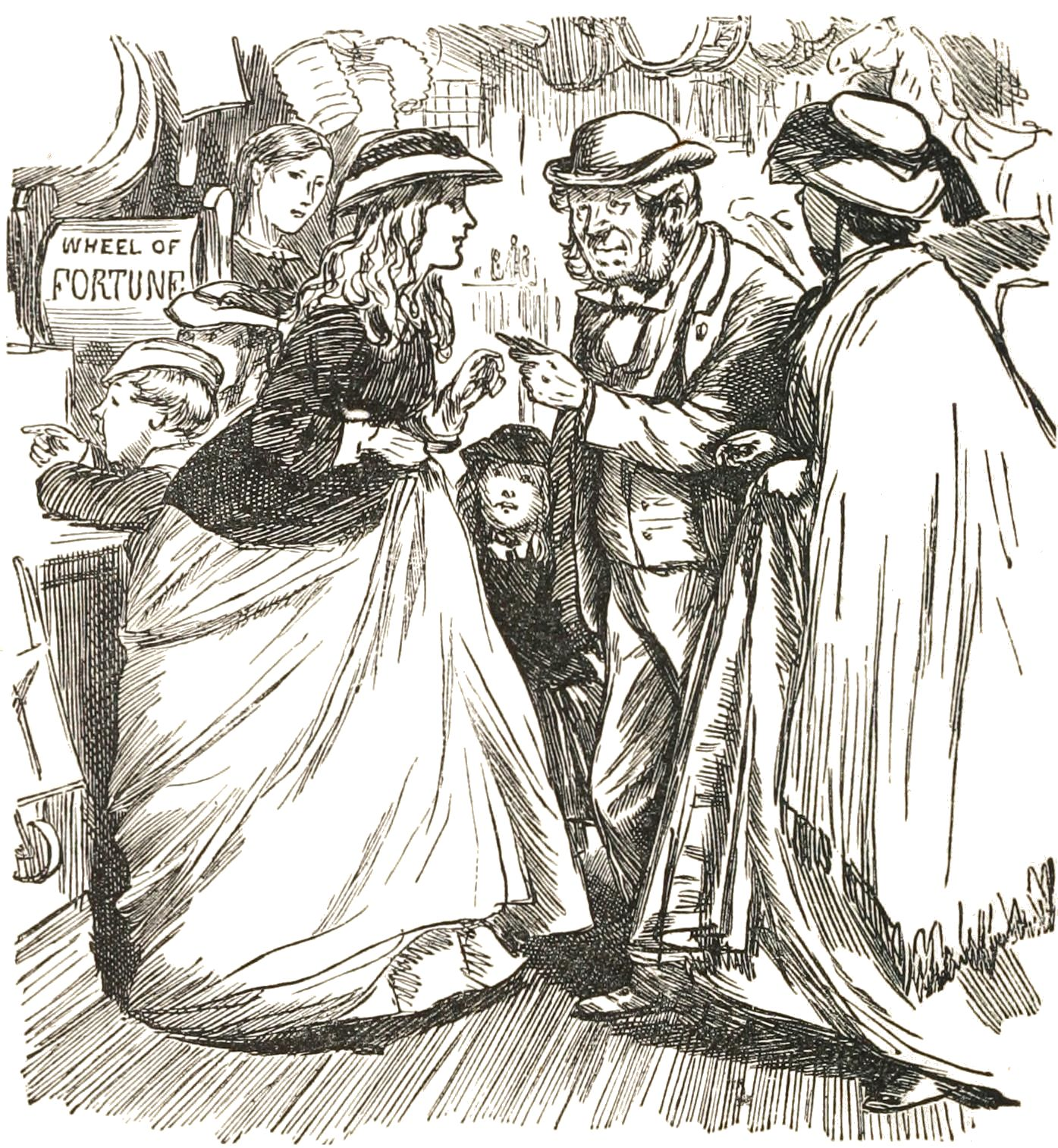
Mrs. Caudle's curtain lectures

Entre as mais conhecidas de suas inúmeras obras estão:
- Black-Eyed Susan (1829) - Peça / melodrama
- The Rent Day (1832) - Peça / melodrama
- Men of Character (1838), incluindo "Job Pippin: O homem que não conseguia evitar" e outros esboços do mesmo tipo
- Cakes and Ale (2 vols., 1842), a uma coleção de artigos curtos e histórias caprichosas
- The Story of a Feather (1844) - Romance
- The Chronicles of Clovernook (1846) - Romance
- A Man made of Money (1849) - Romance
- St Giles and St James (1851) - Romance
- várias séries de artigos reimpressos das Punch's Letters to his Son (1843)
- Punch's Complete Letter-writer (1845)
- as famosas Mrs Caudle's Curtain Lectures (1846).

Veja o livro de seu filho mais velho, William Blanchard Jerrold, Life and Remains of Douglas Jerrold (1859). Uma edição coletada de seus escritos apareceu entre 1851 e 1854, e The Works of Douglas Jerrold, com um livro de memórias de seu filho, WB Jerrold, em 1863-64, mas nenhum está completo. O primeiro artigo da primeira edição do Atlantic Monthly (novembro de 1857) é um longo obituário de Jerrold. Entre as inúmeras seleções de seus contos e gracejos estão dois editados por seu neto, Walter Jerrold, Bons Mots of Charles Dickens e Douglas Jerrold (nova ed. 1904) e The Essays of Douglas Jerrold (1903), ilustrados por H.M. Brock. Ver também The Wit and Opinions of Douglas Jerrold (1858), editado por W. B. Jerrold.
Douglas Jerrold era o bisavô de Audrey Mayhew Allen (n. 1870), autor de uma série de histórias infantis publicados em vários periódicos, e de um livro Gladys em Grammarland, uma imitação de Wonderland de Lewis Carroll.